# 熊谷花火大会
熊谷花火大会（くまがやはなびたいかい）は、埼玉県熊谷市の荒川河川敷で行われる花火大会。埼玉県内でも有数の規模の花火大会である。

## 概要
- 主催者：熊谷市観光協会・熊谷商工会議所・熊谷市商店街連合会
- 日時：8月第2または第3土曜日（雨天時は、翌日曜日→翌週土曜日→翌週日曜日の順に順延）。

- 時間：19:00～21:00
- 開催場所：荒川の荒川大橋下流の河川敷。熊谷市街地側（熊谷桜堤下、荒川緑地）が観覧会場、対岸が打ち上げ会場である。
- 人出：多い年で45万人、少なくとも35万人以上は訪れる。埼玉県内では戸田橋花火大会（・いたばし花火大会）に匹敵する人数である。
- 打上数：10,000発。埼玉県内では、こうのす花火大会（15,000発）に次ぐ2番目の打上数である。

## 沿革
熊谷空襲の被害から復興したことを記念して1948年に開かれた「大熊谷復興花火大会」を起源とする。
2009年の開催で60回、2019年の開催で70回を数えた（それぞれ記念の大会として開催された）。埼玉県内で最も歴史ある花火大会とされている。
2020年の第71回大会は2020年東京オリンピック開催の影響により、2ヶ月前倒して6月6日の開催予定だった。ところが新型コロナウイルス感染症が拡大の一途を辿ったことから、同年4月1日、熊谷市はこの年の開催中止を発表した。
2021年は、延期となった東京オリンピックに合わせ、前年の予定同様日程を早めて、5月29日開催とすると共に、新型コロナウイルス感染拡大防止対策として、会場を分散しつつ、（打ち上げ会場での）観覧禁止とし、5分間に限って開催。会場は、荒川大橋下流付近（既存会場）、久下橋上流付近、熊谷スポーツ文化公園付近、妻沼グライダー滑空場付近、熊谷さくら運動公園付近の5ヵ所。また、クラウドファンディングで費用を集めた。
2022年も、新型コロナウイルス感染症の感染拡大防止対策として、分散会場・観覧禁止・5分間のみの開催とする予定で、日程は例年通りに戻り8月13日予定とされたが、台風8号接近のため、14日に順延した。前年同様クラウドファンディングで費用を集めた。会場は、前年5箇所から久下橋を除外し、新たに妻沼運動公園付近、別府沼公園付近、航空自衛隊熊谷基地付近、押切橋下流付近、熊谷市立健康スポーツセンター付近、ホテルヘリテイジ付近が追加された計10箇所となり、市内広域で複数方面から同時に花火が見える形とした。
2023年は、ほぼこれまで通りの方法で開催されることとなった。ただし、クラウドファンディングは引き続き募集している。
2025年は、(新)熊谷市合併20周年企画として、プログラムの最初に『東京ディズニーリゾート・スペシャルドローンショー“マジック・イン・ジ・エア”』を開催した。

## 特徴
- 「メッセージ花火」。通常の地元企業などの提供による花火のほか、メッセージ花火と称して市民など個人で提供する花火がある。いずれも提供された花火を打ち上げる際、荒川緑地会場においてメッセージをアナウンスさせることができる。
- 「スターマインコンクール」。各花火業者がスターマインの技術の高さを争う。
- 「ワイドスターマイン」
- 熊谷市のまちづくり事業「あついぞ！熊谷」にあわせ、2006年より同名称を冠している（2010年は「あついぞ！熊谷 第61回熊谷花火大会」）。
- 二尺玉を上げており、しばらく中止していたが、2007年から復活した。
- 「斜め打揚げ」。2010年に実施。埼玉県内初。

## 観覧場所
- 熊谷桜堤の下に位置する河川敷（荒川緑地）を観覧会場とする。
- 2007年からは有料観覧席も用意し、JTB首都圏熊谷支店が販売を受託している（翌年から一部プレイガイドでの購入が可能になった）。

その他
- 会場横の荒川大橋や熊谷桜堤上にも人があふれている。
- また、熊谷駅の上越新幹線ホームや駅ビルアズ屋上ビアガーデンからの眺めも絶景。
- 4kmほど離れた、熊谷スポーツ文化公園内の丘から観覧する人も少なくない。

## アクセス方法

### 電車
- 熊谷駅から徒歩5分
JR高崎線では、終了後に熊谷駅始発（年によっては定期運行のある車庫駅籠原駅始発熊谷駅経由）→大宮駅もしくは大宮駅経由上野駅行きが数本設定される。
秩父鉄道では、終了後に熊谷駅発寄居駅行き・羽生駅行きの臨時列車各1本を運転（かつては開始前・終了後に多数の臨時列車が運転されていた）。
その他：2016年のみ、熊谷駅を発着するバス路線のうち、土休日ダイヤでの最終便の発車時刻が早い、葛和田行き・犬塚行きのみ21:30以降に臨時便が運行されたが、継続されなかった。

### 車
- 周辺各地に臨時駐車場を用意。また熊谷市街地にある各種ショッピングセンターなどの駐車場も提供される。ほとんどが有料である。ほとんど満車になってしまい、周辺も渋滞するので、早めの行動を心がけたい。

## 交通規制
- JR高崎線・秩父鉄道の線路以南・国道407号・打ち上げ会場を囲んだエリアが車両通行止めとなる。
- 車両通行止めエリア内にある熊谷駅南口ロータリーも閉鎖となり、路線バスの発着に変更がある。
  - 一般路線バスの立正大学・森林公園駅線は15時以降は正面口（北口）発着に変更（3番のりば発）。
  - 羽田空港リムジンバスは熊谷駅通過。
  - ゆめぐり埼玉号は北口側国道17号沿いを発着。
  - 熊谷市ゆうゆうバスの各系統は、区間運休や臨時停留所使用、全休など便単位で細かい変更が生じるため、熊谷市公式サイトのゆうゆうバスページなどで確認のこと。

## めぬま花火大会
- めぬま花火大会は、熊谷市と合併した旧妻沼町で行われていた花火大会である。
- 合併した最初の夏である2006年は開催したが、2007年は「主催者の都合」で中止となり、2008年は予定すらされていない（廃止・休止・統合その他一切発表されていない）。
- 毎年、8月の最終土曜日に開催されていた。
- 1987年より行われており、現時点で最後の開催である2006年大会で20回を数えた。
- 利根川の刀水橋の上流方面の河川敷で開催されていた。
- 2023年から、熊谷市は11月上旬に、刀水橋の下流側にて対岸の群馬県太田市・大泉町と合同で「刀水橋花火大会」を開催している（打ち上げ会場は大泉町側川岸）[6]。

## 過去に発生した問題・事故
- 以前は、第2土曜日固定だったが、2004年はお盆休みと重なり、例年以上の観覧客が訪れ、通路が狭い熊谷駅秩父鉄道改札～南口の間では、将棋倒し寸前の危険な状態となったため、翌年からは、第2または第3土曜日とした（ただし、同じ曜日配置となった2010年は第2土曜日に開催している）。
以降、熊谷駅JR改札口から駅出口まで簡易フェンスを設置、混乱回避のために規制・整理誘導され、必要に応じてJR改札口の入場規制や会場とは逆方向である北口の迂回利用を案内することもある。
- 2011年は、開催中に打ち上げ開場にて火災が発生。一時中断して、消火作業が行われる騒ぎとなった。再開後は、時間の問題で目玉であるスターマインコンクールや提供者からのPRが割愛される事態となった

（主催3団体連名による「お詫び」）。